# Hendrik Willem Hofmeester
Hendrik Willem Hofmeester, bekend als H.W. Hofmeester, (Alkmaar, 9 december 1858 – Den Haag, 30 december 1944) was een Nederlands violist, altviolist en trompettist.
Hij was zoon van Hendrik Willem Hofmeester en Catharina Schagen. Hij trouwde zelf met Henriette Christina Helena Havie. Broer Theodorus Marinus Hofmeester was violist, klarinettist.
Hij kreeg zijn muziekopleiding van Andreas Otto en Joseph Cramer op de viool, gelijktijdig kreeg hij van Anthonissen lessen op de piston. Hij trad als violist toe tot het Parkorkest; werd er eerste violist in 1873; was van 1875 tot 1882 tweede concertmeester en in 1882/1883 eerste concertmeester van de Vereniging van toonkunstenaars. In diezelfde functie kwam hij terecht in het Paleisorkest van Willem Kes en Gottfried Mann. In 1884 werd hij muziekdocent aan de muziekschool in Alkmaar. Van 1889 tot 1891 was hij eerste trompettist in het Concertgebouworkest en tevens solo-altist bij de Paleisuitvoeringen onder leiding van Richard Hol.
Daarna volgden per 1898 functies als hoofdleraar viool en trompet aan het Amsterdams Conservatorium, altist in het Concertgebouwkwartet (strijkkwartet), leraar viool aan de muziekschool en eerste trompettist bij het Concertgebouworkest, waarbij hij zo nu en dan ook solist was, zowel op viool als op trompet. Hij was een van de musici die na een ruzie met Willem Mengelberg overstapte naar het Residentie Orkest van Henri Viotta; alwaar hij solo-altist was. Ook daar ging hij werken aan het Haags Conservatorium als docent viool, altviool en trompet (van 1940 tot 1931). Hij gaf voorts kamermuziekconcerten in die regio.
Hij was leraar van violist Sam Swaap. Een naamgenoot van H.W. Hofmeester was organist en dirigent in Haarlem en omstreken.